# Calinog

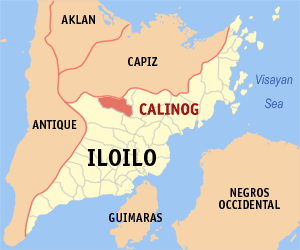
Bản đồ Iloilo với vị trí của Calinog

Calinog là  một đô thị hạng 2 ở tỉnh Iloilo, Philippines. Theo điều tra dân số năm 2000 của Philipin, đô thị này có dân số 48.454 người trong 9.273 hộ, còn theo điều tra dân số năm 2007, dân số là 51.018 người.

## Các đơn vị hành chính
Calinog được chia ra 59 barangay.
| - Agcalaga - Aglibacao - Aglonok - Alibunan - Badlan Grande - Badlan Pequeño - Badu - Balaticon - Banban Grande - Banban Pequeño - Bangga Central - Binolosan Grande - Binolosan Pequeño - Cabagiao - Cabugao - Cahigon - Barrio Calinog - Camalongo - Canabajan - Caratagan - Carvasana | - Dalid - Datagan - Gama Grande - Gama Pequeño - Garangan - Guinbonyugan - Guiso - Hilwan - Impalidan - Ipil - Jamin-ay - Lampaya - Libot - Lonoy - Malaguinabot - Malapawe - Malitbog Centro - Mambiranan - Manaripay - Marandig | - Masaroy - Maspasan - Nalbugan - Owak - Poblacion Centro - Poblacion Delgado - Poblacion Rizal Ilaud - Poblacion Ilaya - Baje San Julian - San Nicolas - Simsiman - Tabucan - Tahing - Tibiao - Tigbayog - Toyungan - Ulayan - Malag-it - Supanga |